# Леонов, Николай Ильич
Никола́й Ильи́ч Лео́нов (16 января 1957 — 3 января 2020) — российский психолог, доктор психологических наук, профессор, член-корреспондент Международной академии психологических наук, действительный член Академии педагогических и социальных наук, заведующий кафедрой социальной психологии и конфликтологии Удмуртского государственного университета, основатель и руководитель научной школы «Онтология социального поведения субъекта».

## Биография
В 1979 году окончил Дальневосточный государственный университет, в 1987 — Ленинградский ордена Ленина и ордена Трудового Красного Знамени государственный университет им. А. А. Жданова. С 1987 года работает в Удмуртском государственном университете. В 1996 году защитил кандидатскую диссертацию по психологии на тему «Индивидуальный стиль поведения в конфликтной ситуации». В 2002 году защитил докторскую диссертацию по социальной психологии на тему «Психология конфликтного поведения», а в 2003 году ему присвоено учёное звание профессора по кафедре социальной психологии. С 1998 по 2006 год — декан факультета психологии и педагогики Удмуртского государственного университета. За время работы Н. И. Леонова деканом были открыты новые кафедры: социальной психологии, специальной психологии и коррекционной педагогики, дифференциальной психологии и психологии развития, клинической психологии и психоанализа.
Как преподаватель кафедры социальной психологии и конфликтологии разработал следующие лекционные курсы: «Социальная психология», «Конфликтология», «Психология управления», «Методы социально-психологической диагностики», «Политическая психология», «Политическая конфликтология», «Менеджмент», «Методология и методы конфликтологии».
Практическое применение результатов исследований реализовывалось через созданный в 2003 году «Центр оценки и развития персонала», где проводилось консультирование служб и организаций не только Удмуртской Республики, но и предприятий и организаций России. Центр предлагал проведение диагностики и анализа персонала, оптимизацию управления персоналом; разработку профиля специалиста; подбор и расстановку специалистов; консультации и коррекцию; развитие и обучение персонала.
Руководитель аспирантуры по специальности — «социальная психология» по проблеме «Онтология социального поведения субъекта» и «Компетентностный подход в процессе становления специалиста». За время работы подготовил в качестве научного руководителя 21 кандидата наук. В настоящее время осуществляет научное руководство аспирантами и научное консультирование докторантов.
С 1999 года — постоянный член коллегии Министерства образования и науки Удмуртской Республики, член Координационного совета МВД Удмуртской Республики, руководитель региональных отделений общественных организаций «Российское психологическое общество» (РПО) и «Федерации психологов образования РФ». Вице-президент Российского психологического общества. Член Президиума РПО. Федеральный эксперт по аккредитации вузов РФ.
Как координатор и участник международных проектов проходил стажировку в Германии (Люнебург, Гамбург) в 2000−2003 годах, Англии (Манчестер) в 2003—2004 годах, США (Вашингтон) в 2005 году, Израиле и Испании (2011). Авторские программы по конфликтологии являются составной частью Международного проекта с зарубежными специалистами «Социальная политика и социальное устройство государства» (Англия, Манчестер). С 2001 по 2005 годы являлся координатором в России совместного германо-англо-российского международного проекта разработки «Учебных модулей» по профилактике наркомании.
Н. И. Леонов является приглашенным лектором вузов ближнего и дальнего зарубежья: Актюбинского университета (Казахстан), Гранадского университета (Испания) по методологическим и практическим проблемам конфликтологии и управления. Осуществляет партнёрские отношения с Институтом Мира и Конфликта университета Гранады (Испания).. В 2015 году в Ижевске открыт Международный Институт Мира Конфликта и Медиации (МИМ КиМ), руководителем которого является Леонов Николай Ильич. Институт призван объединить усилия российских и зарубежных экспертов в области изучения и практического применения наработок в сфере урегулирования и разрешения конфликтов, в том числе, путем создания экспертной сети с привлечением специалистов со всего мира. Осуществляется сотрудничество с Институтом Мира и Конфликта университета Гранады (Испания), проводятся совместные семинары, чтение лекций и идет подготовка групп медиаторов, которые профессионально начинают осуществлять свою деятельность. Издательская деятельность Института предполагает обобщение полученных данных в соответствующие научные труды с последующим их использовании при разработке курсов повышения квалификации для руководителей различных уровней, преподавателей учебных заведений и госслужащих, при подготовке медиаторов
Периодически (раз в два года) с 2007 года кафедрой социальной психологии и конфликтологии Удмуртского госуниверситета проводятся всероссийские научные конференции с международным участием, а затем и международные конференции под названием «Человек и мир»: «Личность и конфликт в изменяющемся мире», «Человек и мир: конструирование и развитие социальных миров» 2010 г., IV Всероссийская научно-практическая конференция с международным участием «Человек и мир: психология конфликта и риска инноваций» 2012 г., V Всероссийская научно-практическая конференция с международным участием «Человек и мир: психология конфликта, неопределенности и риска инноваций» 2014, VI и VII Международная научно-практическая конференция «Человек и мир: миросозидание, конфликт и медиация в интеркультурном мире» в 2016 и в 2018 годах. Материалы всех конференций опубликованы и представлены научной общественности. В каждой из уже прошедших шести конференций слово «конфликт» и обозначаемая им предметная область обсуждалась многоаспектно. Представляемые на них научные разработки, которые ведутся специалистами в области конфликтологии, касаются, в первую очередь, проблемы личностного развития в изменяющемся мире, идентичности, агрессивности и насилия, толерантности и конфликта в межличностном и межгрупповом взаимодействии
Инициатор и организатор состоявшихся в г. Ижевске конференций:
- Конфликт и личность в изменяющемся мире. Международная научно-практическая конференция , 2−5 октября 2000 г.
- Толерантность и проблемы идентичности. Международная научно-практическая конференция. 27−29 июня 2002 г.[2]:
- Зависимость, ответственность, доверие : в поисках субъектности. Международная научно-практическая конференция. 24−26 июня 2004[3]:
- Всероссийская научно-практическая конференция «Социальный мир человека» 15−16 января 2007 г.
- II Всероссийская научно-практическая конференция «Человек и мир: социальные миры изменяющейся России», 25−27 июня 2008[4]:
- III Всероссийская научно-практическая конференция «Человек и мир: конструирование и развитие социальных миров», 24−26 июня 2010[5]:
- 5 Всерос. науч.-практ. конф. «Человек и мир: психология конфликта, неопределенности и риска инноваций» 17-19 апр. 2014 г. Ижевск.
- 6 Междунар. науч.-практ. конф. «Человек и мир: миросозидание, конфликт и медиация в интеркультурном мире», 14-16 апр. 2016, г. — Ижевск
- 7 Междунар. науч.-практ. конф. «Человек и мир: миросозидание, конфликт и медиация». 5-7 апр. 2018, г. Ижевск

Член диссертационных советов по защите докторских диссертаций по психологи и педагогике при Удмуртском государственном университете и при Институте педагогики и психологии профессионального образования Российской академии образования. Входит в состав экспертного совета ВАК РФ по педагогике и психологии (с 2016).
Главный редактор серии «Философия. Психология. Педагогика.» рекомендованной в список ВАК «Вестника Удмуртского университета».
Умер 3 января 2020 года в возрасте 62 лет.

## Награды
- Дважды награждён Грамотой Правительства Удмуртской Республики
- Награждён Грамотой Президента Удмуртской республики
- В 2002 году награждён Почетной Грамотой Министерства образования РФ
- В 2005 году награждён нагрудным знаком «Почетный работник высшего профессионального образования Российской Федерации».

## Деятельность в должности проректора по научной работе Удмуртского государственного университета
Обеспечивал развитие научно — исследовательской и научно — производственной деятельности УдГУ, реализацию программ послевузовского образования, развитие материально — технической базы исследовательских и производственных подразделений университета.
Руководил разработкой и реализацией научно — исследовательских и научно — производственных программ, разработкой и подготовкой заявок для участия в международных, российских и региональных конкурсах, выставках.
Вёл вопросы:
- организации работ по тематическому плану, научно — техническим программам и грантам;
- развития хоздоговорной, инновационной и патентно-лицензионной деятельности;
- организации НИР студентов;
- организации издательской деятельности, включая получение разрешения на переводы и издания книг;
- подготовки научно — педагогических кадров высшей квалификации.

Координировал деятельность специализированных советов по защитам кандидатских и докторских диссертаций, расширяет спектр специальностей.
Решал вопросы заключения договоров по проведению научно — исследовательских и научно — производственных работ, кадрового обеспечения научно — исследовательской деятельности, аттестации научных работников, аспирантов и докторантов, прохождения научных стажировок, участия сотрудников в конференциях и семинарах, издательской деятельности по науке, финансирования научно — исследовательской деятельности, организации и проведения научно — образовательных конференций, семинаров, симпозиумов.
Руководил работой:
- Центра научных исследований;
- Отдела аспирантуры и докторантуры;
- Отдела охраны интеллектуальной собственности и научно — технической информации;
- Редакционно-издательского отдела;
- Отдела грантов и программ;
- Типографии;
- Научной библиотекой УдГУ.

Возглавлял:
- Научно — координационный совет;
- Комиссию по аттестации научных работников, аспирантов и докторантов.
- Координирует и контролирует деятельность: Редакционно-издательского совета, работу редакционного совета журнала «Вестник УдГУ»

Осуществлял взаимодействие с подразделениями МО РФ, министерствами и ведомствами УР, местными администрациями, комиссиями Госсовета, Удмуртским научным центром, Издательским домом «Удмуртский университет», научными фондами, промышленными предприятиями, учреждениями и организациями.

## Публикации
Опубликовал более 300 работ в области социальной психологии, конфликтологии и управления, среди которых учебники с грифом УМО РФ, рекомендованные вузам РФ, используются в образовательном процессе как стран ближнего (Казахстан, Белоруссия) и дальнего зарубежья (Испания, Ирак). Авторские труды переведены на испанский и арабский языки.). В 2013 году впервые на арабском языке в издательстве Ирака «Баит-Альхокма» («Дом мудрости») вышел в свет учебник Н. И. Леонова «Конфликтология». В 2017 году учебник переведен на испанский язык и издан в издательстве Гранадского университета (Испания).
Среди других публикаций:
- Конфликтология. Издательство: МОДЭК, МПСИ. Серия: Библиотека психолога. ISBN 5-89502-303-7, 5-89395-361-4[6].
- Конфликтология. Хрестоматия. Издательство: МОДЭК, МПСИ. Серия: Библиотека психолога. ISBN 5-89502-302-9, 5-89395-362-2;[7].
- Психология делового общения. Издательство: МПСИ, МОДЭК. Серия: Библиотека психолога. ISBN 978-5-9770-0407-7, 978-5-89395-855-3; 2010 г.[8].
- Конфликты и конфликтное поведение. Методы изучения. Издательство: Питер. Серия: Учебное пособие. ISBN 5-469-00358-2; 2005 г.[9].
- Многомерные статистические методы анализа данных в психологических исследованиях. Совместно с М. М. Главатских. Издательство: МОДЭК, МПСИ. Серия: Библиотека психолога. ISBN 978-5-9770-0506-7, 978-5-89395-994-9; 2011 г.[10].
- Социальный мир человека : материалы 6 Междунар. науч.-практ. конф. «Человек и мир: миросозидание, конфликт и медиация в интеркультурном мире», 14-16 апр. 2016, г. под ред. Н. И. Леонова. — Ижевск : ERGO, 2016. — 364 с.
- Социальный мир человека : материалы 5 Всерос. науч.-практ. конф. «Человек и мир: психология конфликта, неопределенности и риска инноваций» 17-19 апр. 2014 г. Ижевск. Вып. 5 ., под ред. Н. И. Леонова. — Ижевск : ERGO, 2014. — 171 с
- Социальный мир человека : материалы 4 Всерос. науч.-практ. конф. «Человек и мир: психология конфликта и риска инноваций»; под ред. Н. И. Леонова. — Ижевск : ERGO, 2012. — 171 с.
- Социальный мир человека : материалы 3 Всерос. науч.-практ. конф. «Человек и мир: социальные миры изменяющейся России», 24-25 июня 2010 г. Вып. 3, ч. 1. под ред. Н. И. Леонова. — Ижевск : ERGO, 2010. — 300 с.
- .Социальный мир человека : материалы 2 Всерос. науч.-практ. конф. «Человек и мир: социальные миры изменяющейся России», 25-26 июня 2008 г. Вып. 2; под ред. Н. И. Леонова. — Ижевск : ERGO, 2008. — 447
- Социальный мир человека : материалы Всерос. науч.-практ. конф. «Человек и мир: социальное поведение личности в изменяющемся мире», 15-16 янв. 2007 г. /. — Ижевск : ERGO, 2007. — (Lingua Socialis),311 с..
- Социальный мир человека : материалы 7 Междунар. науч.-практ. конф. «Человек и мир: миросозидание, конфликт и медиация». 5-7 апр. 2018, г. под ред. Н. И. Леонова. — Ижевск : ERGO, 2018. — 437 с
- Русско-английский учебный словарь по конфликтологии / Н. И. Леонов, Н. В. Маханькова, Н. И. Пушина [и др.], М-во образования и науки РФ, ФГБОУ ВО «Удмуртский государственный университет». — Ижевск : Удмуртский университет, 2017. — 89 с.
- Психология делового общения — Москва : Издательство Юрайт, 2018.
- Конфликтология: общая и прикладная : учебник и практикум для бакалавриата, специалитета и магистратуры — 4-е изд., перераб. и доп. — Москва : Издательство Юрайт, 2019. — 395 с. — (Бакалавр. Специалист. Магистр). — ISBN 978-5-534-09672-9. — Текст : электронный // ЭБС Юрайт
- Bases de la conflictologia / N. Leonov; пер. с рус. A. Karpava. — Granada, 2017. — 143 p. ; 21 cm. — Пер. назв.: Основы конфликтологии. — Испанский язык
- Конфликтология : учеб. пособие / Н. И. Леонов. — Б. м. : AL-Hawra’a Publishing House, 2013. — 111 с. ; 24 см. — — Арабский язык